# ایگوآنای صخره‌ای تورکس و کایکوس
ایگوانای کاریناتا (نام علمی: Cyclura carinata) نام یک گونه از تیره ایگوآنایان است.